# 13112 Montmorency
A 13112 Montmorency (ideiglenes jelöléssel 1993 QV4) a Naprendszer kisbolygóövében található aszteroida. Eric Walter Elst fedezte fel 1993. augusztus 18-án.